# توماس‌لی (شرور)
توماس‌لی (به لاتین: Tumaslı) یک منطقه مسکونی در جمهوری آذربایجان است که در شهرستان شرور واقع شده است. توماس‌لی ۶۰۵ نفر جمعیت دارد.